# مونتيجوكو
مونتيجوكو (بالإيطالية: Montegioco)‏ هي بلدية في مقاطعة ألساندريا في إقليم بييمونتي في إيطاليا.

## السكان
في سنة 1861 بلغ عدد السكان 263 نسمة، وتطور العدد ليصل في سنة 2011 لـ 326 نسمة.
يظهر هذا المخطط البياني تطور النمو السكاني لـ مونتيجوكو